# Katie Leung
Katie Liu Leung (Motherwell; 8 de agosto de 1987) es una actriz británica de ascendencia china. Su interpretación más conocida es la de Cho Chang, el primer amor de Harry Potter, en la versión cinematográfica de Harry Potter y el Cáliz de Fuego y Harry Potter y la Orden del Fénix.

## Biografía
Leung vive en Motherwell, un pueblo cerca de Glasgow. Sus padres están separados y actualmente ella reside con su padre, Peter Leung (un nativo de Hong Kong), dos hermanos (uno de ellos llamado Jonathon) y una hermana menor. Su padre es dueño un exitoso restaurante y un próspero negocio de comida rápida en Motherwell, además de la comida se descubrió que en el sótano había un taller ilegal donde compatriotas del padre de Leung trabajaban en condiciones infrahumanas. Leung asistió a una de las universidades privadas más prestigiosas de Escocia, la Universidad de Hamilton.
El padre de Katie vio un anuncio en televisión y le sugirió a su hija que probara. Katie protestó cuando vio lo larga que era la cola para las pruebas, pero finalmente se quedó esperando 4 horas y pasó. La audición solo le tomó 5 minutos y a las dos semanas la llamaron para que fuera a un taller. Katie pensó que sería para trabajar al igual que hace en la trastienda del local de su padre pero fue un taller de actuación. A partir de entonces, Leung representó al personaje de Cho Chang en las películas de Harry Potter. Conseguir el papel fue una sorpresa para la chica, ya que hasta entonces no sabía que podía actuar, solo trabajar en la trastienda como ella misma lo ha admitido.
Leung es la mayor de 3 hermanos.
Daniel Radcliffe, el actor que interpretó a Harry Potter, comentó sobre Leung que es "estupenda" y "una muy buena actriz", pero que le costaba diferenciarla de otras compañeras asiáticas.
En 2017 colaboró en la composición musical para la película Trainspotting T2.
El 19 de agosto de 2018 asistió a la boda de una compañera de reparto de Harry Potter, Afshan Azad.
En 2021 se pronunció públicamente en el podcast Chinese Chippy Girl acerca de los comentarios discriminatorios que recibió por su origen asiático durante la saga de Harry Potter y el manejo mediático que le dio en su momento.

## Filmografía

### Cine y televisión
| Año  | Título                                             | Papel         |
| ---- | -------------------------------------------------- | ------------- |
| 2005 | Harry Potter y el Cáliz de Fuego                   | Cho Chang     |
| 2007 | Harry Potter y la Orden del Fénix                  | Cho Chang     |
| 2008 | Poirot                                             | Hsui Tai      |
| 2009 | Harry Potter y el Misterio del Príncipe            | Cho Chang     |
| 2010 | Harry Potter y las Reliquias de la Muerte: parte 1 | Cho Chang     |
| 2011 | Harry Potter y las Reliquias de la Muerte: parte 2 | Cho Chang     |
| 2014 | Father Brown                                       | Jia-Li Gerard |
| 2014 | One Child                                          | Mei           |
| 2017 | The Foreigner                                      | Fan           |
| 2018 | Strangers                                          | Lau Chen      |
| 2021 | Arcane                                             | Caitlyn       |
| 2022 | The Peripheral                                     | Ash           |